# YouTube Kids
YouTube Kids es una red social dirigida a compartir vídeos desarrollada por YouTube. Esta aplicación provee una versión del  servicio orientado hacia los niños, con selecciones de contenido, características de control parental, y un filtro de vídeos que no son apropiados para ciertas audiencias. El primer lanzamiento fue en teléfonos móviles, fue publicada después en varias televisores inteligentes.

## Contenido
La aplicación está dividida en cuatro diferentes categorías: "Recomendado", "Shows", "Música" y "Educación".
En agosto de  2016, la app fue actualizada para el soporte de suscripciones de YouTube Red , permitiendo el visionado de vídeos sin anuncios, reproducción en segundo plano, y guardado de vídeos sin conexión En febrero de 2017, YouTube Red empezó a introducir series premium originales orientadas específicamente a YouTube Kids, incluyendo  DanTDM Creates a Big Scene, Fruit Ninja: Frenzy Force, Hyperlinked, y Kings of Atlantis. en noviembre de 2017, la aplicación se actualizó para añadir una interfaz de usuario más completa. 

### Control paterno
La aplicación de YouTube Kids contiene control paterno, el cual permite añadir límites de tiempo y modificar el contenido que los niños pueden ver, se puede poner la contraseña de Google y configurar más de una cuenta.

### Anuncios
The Campaign for a Commercial-Free Childhood (CCFC) y el Centro para la Democracia Digital (CDD)  expresaron preocupación sobre el uso de los anuncios de la  app YouTube Kids, argumentando que los niños no serían capaces de distinguir los anuncios del contenido. Tiempo después se añadió separación entre los anuncios y los vídeos.
En abril de 2018, una coalición de 23 grupos (incluyendo el CCFC, CDD, y también el Common Sense Media entre otros) llenaron una moción con  la Comisión federal de comercio, alegando que la app de  YouTube Kids recogía información no permitida por la legislación.

## Controversias
La aplicación YouTube Kids ha sido criticada por la accesibilidad de vídeos inadecuados para el público objetivo. El CCFC presentó una queja del FTC por YouTube Kids poco después de su lanzamiento, citando ejemplos de vídeos inadecuados a los que se podía acceder mediante la herramienta de búsqueda de la aplicación (como los relacionados con el vino a las pruebas ) y, en la página Recomendados, se utilizaba finalmente el historial de búsquedas para mostrar vídeos. YouTube defendió las críticas, afirmando que se desarrolló en consulta con otros grupos de defensa y que la compañía estaba abierta a recibir comentarios sobre el funcionamiento de la aplicación. Una controversia más grande de YouTube, llamada "Elsagate", también se ha asociado con la aplicación, refiriéndose a los canales que publican vídeos con personajes de franquicias populares (especialmente, entre otros, Frozen, Paw Patrol, Peppa Pig y Spider-Man), pero con temas y contenido inquietantes, sexualmente sugerentes, violentos o inadecuados.
Malik Ducard, jefe global de contenidos de familia y niños de YouTube, admitió que "hacer que la aplicación sea familiar es de la máxima importancia para nosotros", pero admitió que el servicio no estaba curado todo el tiempo y que los padres tenían la responsabilidad de utilizar los controles parentales de la aplicación para controlar cómo lo utilizan a sus hijos (incluida la desactivación del acceso a la herramienta de búsqueda). Josh Golino, director de la Campaign for a Commercial-Free Childhood, argumentó que los algoritmos automatizados no eran suficientes para determinar si un video es adecuado para la edad y que el proceso requería una curación manual. Añadió que "el modelo de YouTube ha creado algo, que es grande, pero hay 400 horas de contenido que se cuelgan cada minuto. Simplemente es demasiado grande. La gente hace años que plantea estos problemas, sólo uno debe visitar cualquier foro de crianza familiar y verá que han estado hablando de los falsos vídeos de Peppa Pig ".
En noviembre de 2017, YouTube anunció que tomaría otras medidas para revisar y filtrar los vídeos que los usuarios informan que contienen contenido inapropiado, incluido un uso más estricto de su sistema de filtrado y restricción de edad para evitar que estos vídeos aparezcan al aplicación y en YouTube adecuadamente. En una actualización de la aplicación YouTube Kids del mismo mes, se añadió una exención de responsabilidad más importante respecto a su primer proceso de configuración, en la que se indicaba que el servicio no puede garantizar plenamente la idoneidad de los vídeos que no se han seleccionado manualmente e informa a los padres para que denuncien y bloqueen los vídeos que no consideren adecuados.
Estas opciones se expandieron aún más en 2018, con la adición de una opción para restringir los usuarios a canales y recomendaciones revisados por humanos, así como un sistema de lista blanca manual.

## Disponibilidad geográfica
YouTube Kids está disponible actualmente en los países siguientes:
Argentina, Aruba, Australia, Austria, Azerbaiyán, Bangladés, Bielorrusia, Bélgica, Bermudas, Bolivia, Bosnia, Brasil, Bulgaria, Canadá (excepto Quebec), Islas Caimán, Chile, Colombia, Costa Rica, Croacia, República Checa, Dinamarca, República Dominicana, Ecuador, Estonia, El Salvador, Finlandia, Francia, Alemania, Grecia, Ghana, Georgia, Guatemala, Honduras, Hong Kong, Hungría, Islandia, India, Indonesia, Irlanda, Israel, Italia, Jamaica, Japón, Kazajistán, Kenia, Letonia , Lituania, Liechtenstein, Luxemburgo, Macedonia, Malasia, Malta, México, Nepal, Países Bajos, Nueva Zelanda, Nigeria, Nicaragua, Noruega, Pakistán, Paraguay, Panamá, Perú, Filipinas, Polonia, Portugal, Rumania, Rusia, Senegal, Serbia , Singapur, Eslovaquia, Eslovenia, Sudáfrica, Corea del Sur, Sri Lanka, España, Suecia, Suiza, Taiwán, Tanzania, Tailandia, Turquía, Islas Turcas y Caicos, Uganda, Ucrania, Reino Unido, Estados Unidos, Uruguay, Venezuela, Vietnam y Zimbabue.